# Michael Phelps

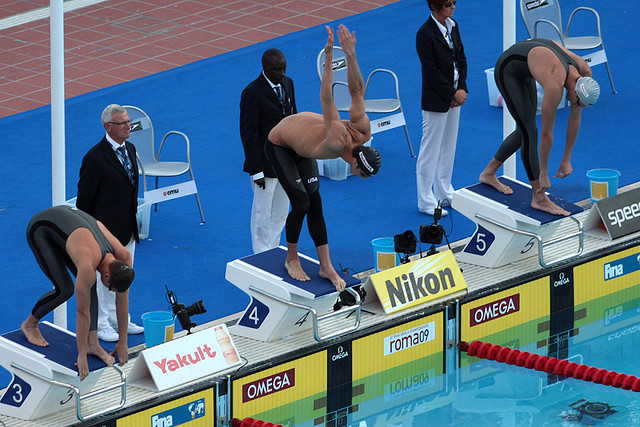
Phelps (uprostřed) na startu semifinále 200 m motýlek během MS 2009

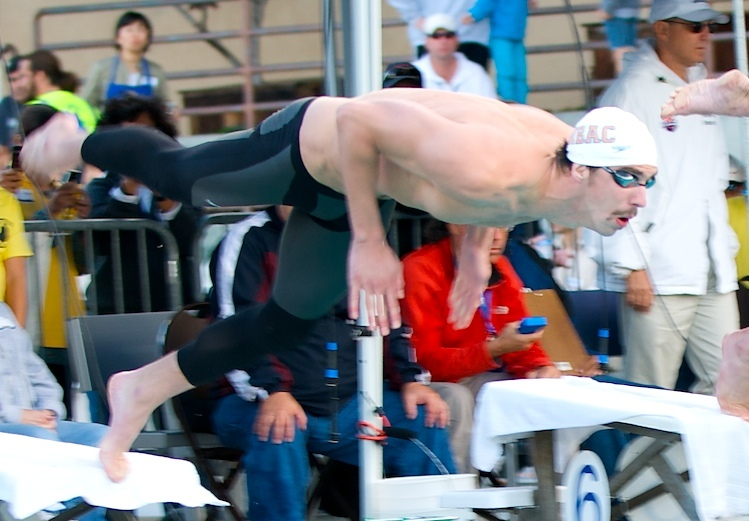
Phelps při startu závodu v kalifornské Santa Claře, 2009

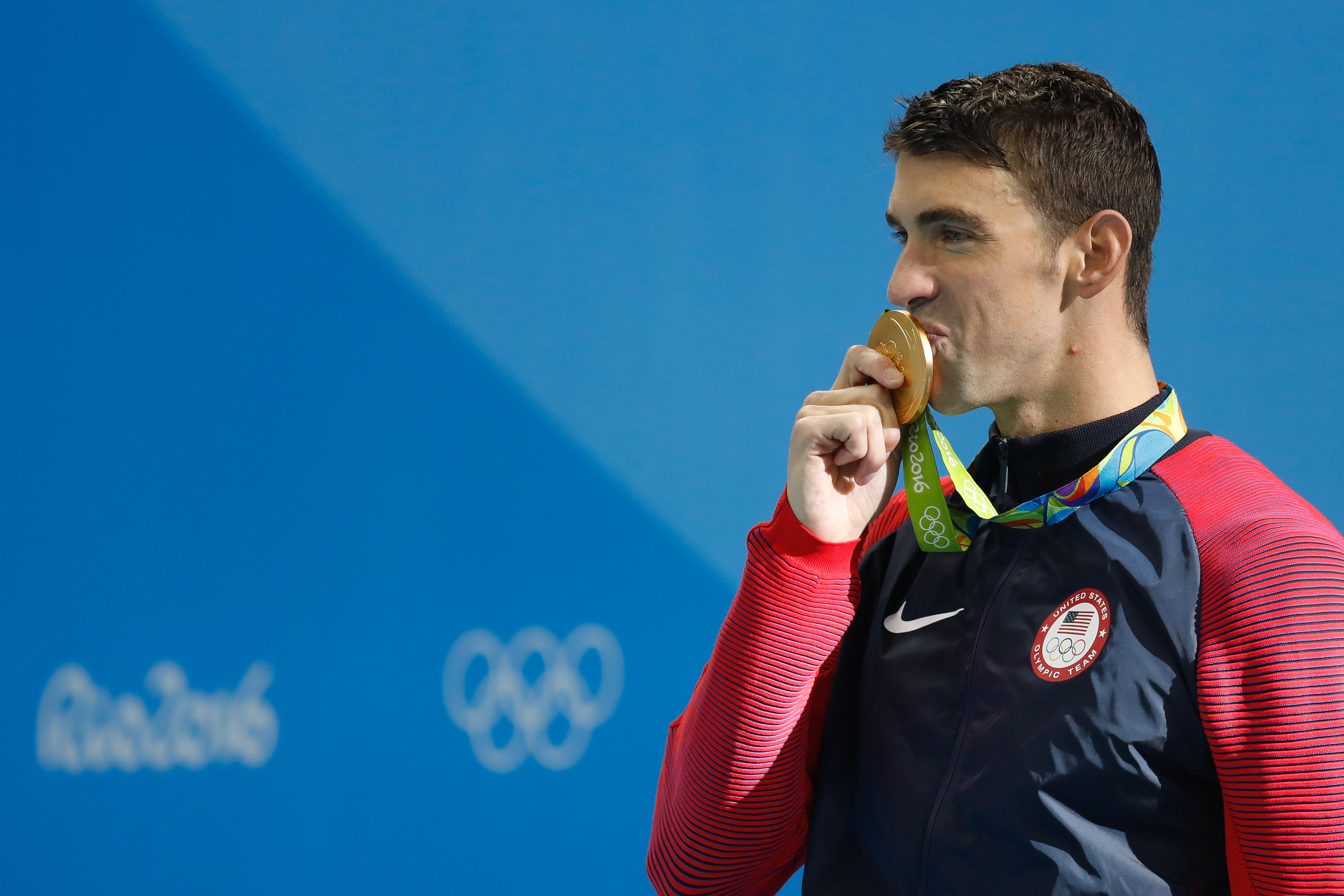
20. olympijské zlato Phelps vyhrál na trati 200 m motýlek Riodejaneirské olympiády 2016

Michael Fred Phelps (* 30. června 1985 Baltimore, Maryland, USA) je americký plavec, držitel rekordního počtu 28 olympijských medailí, z toho 23 zlatých. Rekordem je i 13 zlatých a celkem 16 medailí z individuálních soutěží. Ziskem osmi zlatých medailí na Letních olympijských hrách 2008 v Pekingu pokořil rekord jiného amerického plavce Marka Spitze, který získal sedm zlatých medailí na LOH 1972 v Mnichově. Pět z těchto triumfů vybojoval v individuálních závodech, což představuje spolurekord z konkrétní olympijské události. Z LOH 2012 v Londýně si odvezl čtyři zlata a dvě stříbra, čímž se stal prvním nejúspěšnějším sportovcem na třech po sobě jdoucích olympiádách.
V dlouhém bazénu drží světové rekordy na tratích 100 m a 200 m motýlek, stejně tak na 400 m polohový závod. Dříve mu patřily rekordní zápisy i v distancích 200 m volný způsob a 200 m polohový závod.
Na velkých mezinárodních závodech – olympiádách, mistrovství světa a panpacifických hrách – získal do poloviny srpna 2016 celkem 83 medailí v dlouhém bazénu – 66 zlatých, 14 stříbrných a 3 bronzové. Dané výkony mu vynesly sedminásobné vítězství v anketě Plavec roku, devítinásobný triumf jako Americký plavec roku a ocenění Plavec roku organizace FINA 2012. Časopis Sports Illustrated jej v roce 2008 vyhlásil nejlepším sportovcem světa.
Po olympiádě v Pekingu založil nadaci Michael Phelps Foundation, jež se zaměřila na zlepšování podmínek v plaveckém sportu a propagaci zdravého životního stylu. Po londýnské olympiádě ukončil závodní kariéru, ale v dubnu 2014 se k profesionálnímu sportu vrátil. Úspěšně se kvalifikoval na LOH 2016 v Riu de Janeiru, kde na zahajovacím ceremoniálu plnil roli vlajkonoše americké výpravy a kapitána týmu Spojených států amerických. Při své páté účasti pod pěti olympijskými kruhy si doplaval pro pět zlatých a jednu stříbrnou medaili.

## Výsledky plavecké kariéry
Olympijské hry 2000 / Sydney, Austrálie
- 200 m motýlek – 5. místo

Mistrovství světa 2001 / Fukuoka, Japonsko
- 200 m motýlek – zlatá medaile

Mistrovství světa 2003 / Barcelona, Španělsko
- 100 m motýlek   stříbrná medaile
- 200 m motýlek – zlatá medaile
- 200 m polohový závod – zlatá medaile
- 400 m polohový závod – zlatá medaile

Olympijské hry 2004 / Atény, Řecko
- 400 m polohový závod – zlatá medaile
- 100 m motýlek – zlatá medaile
- 200 m volný způsob – bronzová medaile
- 200 m motýlek – zlatá medaile
- 200 m polohový závod – zlatá medaile
- 4 x 100 m volný způsob štafeta – bronzová medaile
- 4 x 200 m volný způsob štafeta – zlatá medaile
- 4 x 100 m polohový závod štafeta – zlatá medaile

Mistrovství světa 2005 / Montreal, Kanada
- 200 m polohový závod – zlatá medaile
- 400 m volný způsob štafeta – zlatá medaile
- 200 m volný způsob – zlatá medaile
- 800 m volný způsob štafeta – zlatá medaile
- 100 m motýlek – stříbrná medaile
- 400 m polohová štafeta – zlatá medaile

Mistrovství světa 2007 / Melbourne, Austrálie
- 200 m volný způsob – zlatá medaile
- 100 m motýlek – zlatá medaile
- 200 m motýlek – zlatá medaile
- 200 m polohový závod – zlatá medaile
- 400 m polohový závod – zlatá medaile
- 4 x 100 m volný způsob štafeta – zlatá medaile
- 4 x 200 m volný způsob štafeta – zlatá medaile
- 4× 100 m polohová štafeta – diskvalifikován při rozplavbách

Olympijské hry 2008 / Peking, Čína
- 400 m polohový závod – zlatá medaile
- 4 x 100 m volný způsob štafeta – zlatá medaile
- 200 m volný způsob – zlatá medaile
- 200 m motýlek – zlatá medaile
- 4 x 200 m volný způsob štafeta – zlatá medaile
- 200 m polohový závod – zlatá medaile
- 100 m motýlek – zlatá medaile
- 4 x 100 m polohová štafeta – zlatá medaile

Mistrovství světa 2009 / Řím, Itálie
- 100 m motýlek – zlatá medaile
- 200 m motýlek – zlatá medaile
- 4 x 100 m volný způsob štafeta – zlatá medaile
- 4 x 200 m volný způsob štafeta – zlatá medaile
- 4 x 100 m polohová štafeta – zlatá medaile
- 200 m volný způsob – stříbrná medaile

Mistrovství světa 2011 / Šanghaj, Čína
- 100 m motýlek – zlatá medaile
- 200 m motýlek – zlatá medaile
- 4 x 200 m volný způsob štafeta – zlatá medaile
- 4 x 100 m polohová štafeta – zlatá medaile
- 200 m volný způsob – stříbrná medaile
- 200 m polohový závod – stříbrná medaile
- 4 x 100 m volný způsob štafeta – bronzová medaile

Olympijské hry 2012 / Londýn, Velká Británie
- 4 x 200 m volný způsob štafeta – zlatá medaile
- 4 x 100 m volný způsob štafeta – stříbrná medaile
- 200 m motýlek – stříbrná medaile
- 200 m polohový závod – zlatá medaile
- 100 m motýlek – zlatá medaile
- 4 x 100 m polohová štafeta – zlatá medaile

Olympijské hry 2016 / Rio de Janeiro, Brazílie
- 4 x 100 m volný způsob štafeta – zlatá medaile
- 200 m motýlek – zlatá medaile
- 4 x 200 m volný způsob štafeta – zlatá medaile
- 200 m polohový závod – zlatá medaile
- 100 m motýlek – stříbrná medaile

## Olympiáda v Pekingu
Phelps překonal na Olympiádě v Pekingu v roce 2008 již 36 let starý rekord amerického plavce Marka Spitze, který činil sedm zlatých medailí z Letní olympiády 1972 v Mnichově. A to následujícím výkonem:
- 2. den her – 400 m polohový závod: 4:03,84 (světový rekord)
- 3. den her – 4×100 m volný způsob: 3:08,24 (světový rekord)
- 4. den her – 200 m volný způsob: 1:42,96 (světový rekord)
- 5. den her – 200 m motýlek: 1:52,03 (světový rekord)
- 5. den her – 4×200 m volný způsob: 6:58,56 (světový rekord)
- 7. den her – 200 m polohový závod: 1:54,23 (světový rekord)
- 8. den her – 100 m motýlek: 50,58
- 9. den her – 4×100 m polohový závod: 3:29,34 (světový rekord)[10]

## Tělesná konstituce
Phelpsovo tělo je výjimečně vhodné k plavání. Má dlouhé, tenké tělo s rozpětím paží 204 cm, které jsou nesouměrné k jeho výšce 193 cm. Má relativně krátké nohy, které zmenšují odpor vody, ale přesto má velikost bot 49,5 a má takzvané gumové klouby v kotnících. Je schopen ohnout svůj kotník víc než baletní mistr, a to mu umožňuje maximální záběry.

## Soukromý život
Jeho manželkou je Nicole Johnsonová (* 12. července 1985), modelka, Miss Kalifornie USA 2010 a absolventka Univerzity Jižní Kalifornie, oboru humanitní vědy/svobodná umění v oblasti komunikace se zaměřením na sport a zábavu. Zasnoubili se v únoru 2015 a vzali se 13. června 2016. Mají spolu syna Boomera Roberta (* 5. května 2016). 14. února 2018 se narodil druhý syn Beckett Richard. 1. dubna 2019 oznámil, že očekávají třetího potomka.
Dlouholetými přáteli jsou plavci Ryan Lochte a Conor Dwyer.

## Doping
Phelps je členem Projektu důvěry. V tomto projektu se sportovci nechávají testovat nad rámec povinných dopingových kontrol. Před a během Pekingské olympiády byl testován více než 40krát.

## Zajímavosti
1. Rekordní záře: Phelps drží rekordní počet zlatých medailí z jednoho olympijského turnaje. Na Letních olympijských hrách 2008 v Pekingu získal 8 zlatých medailí, překonávaje tak rekord, který držel Mark Spitz.
2. Celkový počet medailí: Celkem získal Phelps 23 zlatých, 3 stříbrné a 2 bronzové medaile na olympijských hrách. To ho činí nejúspěšnějším olympijským sportovcem v historii.
3. Fyzická kondice: Phelps má neobvykle dlouhá ramena ve srovnání s jeho výškou, což mu poskytuje výhodu při plavání.
4. Dieta: Během svých vrcholových let Phelps musel denně zkonzumovat obrovské množství kalorií, aby udržel svou energetickou hladinu. Jeho strava zahrnovala maso, těstoviny, pizza, vejce a další vysokoenergetické potraviny.
5. Plavecký styl: Phelps je známý svým technicky dokonalým stylem plavání, který mu umožňuje vyniknout v různých disciplínách.
6. Výchova: Jeho matka, Deborah Phelps, byla učitelkou a jeho otec, Fred Phelps, pracoval jako policista. Oba ho podporovali v jeho sportovní kariéře.
7. Dlouhý seznam úspěchů: Phelps drží mnoho světových rekordů v plavání a má za sebou úspěšnou kariéru na mistrovstvích světa a jiných mezinárodních soutěžích.
8. Retirement and Comeback: Po olympijských hrách v Londýně v roce 2012 Phelps oznámil své odchod ze soutěžního plavání, ale později se vrátil do tréninku a soutěžil na olympijských hrách v Riu de Janeiro v roce 2016.